# Scutellum (insecte)
Pour l'homonyme botanique, voir Scutellum (botanique).

A : Tête ; B : thorax ; C : abdomen.
----
1 : Griffes ; 2 : tarse ; 3 : tibia ; 4 : fémur ; 8 : œil composé ; 9 : antenne ; 10 : clypeus ; 23 : connexivum ; 25 : pronotum ; 26 : scutellum ; 27 : clavus ; 28 : endocorie ; 29 : exocorie ; 30 : membrane apicale.

En entomologie, le scutellum est une partie du thorax des insectes. 
Situé à la jonction des élytres chez les coléoptères, et entre les points d'insertion des ailes, le scutellum (appelé aussi écusson ou mésoscutellum), de forme triangulaire ou arrondie, est utilisé pour l'identification de nombreuses espèces.

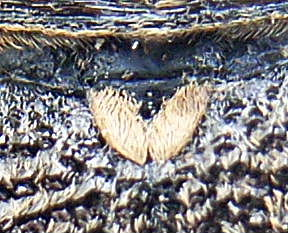
Gros plan du scutellum du longicorne Monochamus galloprovincialis, recouvert d'un duvet clair.
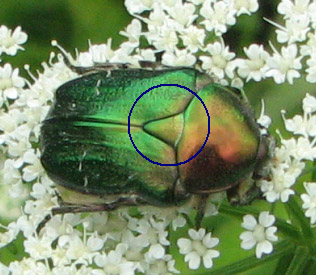
Scutellum de Cétoine dorée (Cetonia aurata).
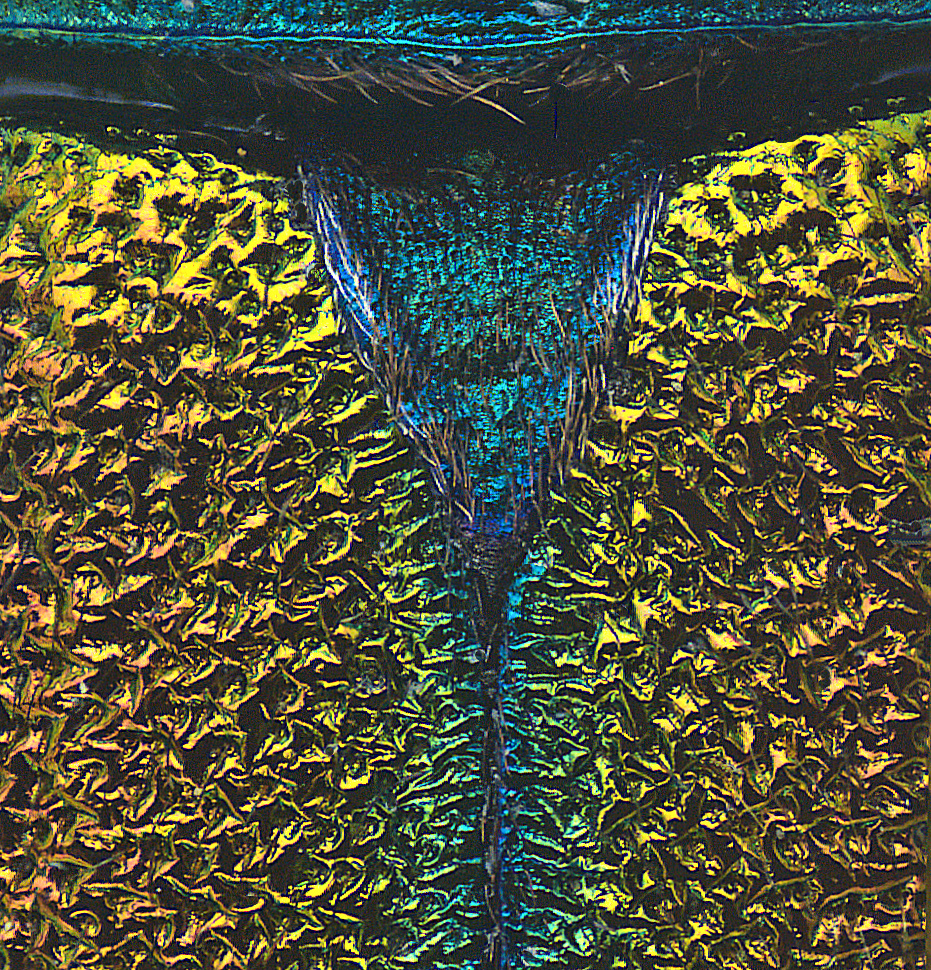
Scutellum vert bleuté de Polyzonus cuprarius (Cerambycidae).

Également souvent diagnostique chez les Hétéroptères (Punaises), le scutellum est situé de la même manière, entre le pronotum en avant, et les hémélytres (ailes mi-coriacées, mi-membraneuses). La partie de l'hémélytre jouxtant le scutellum est appelé le clavus.

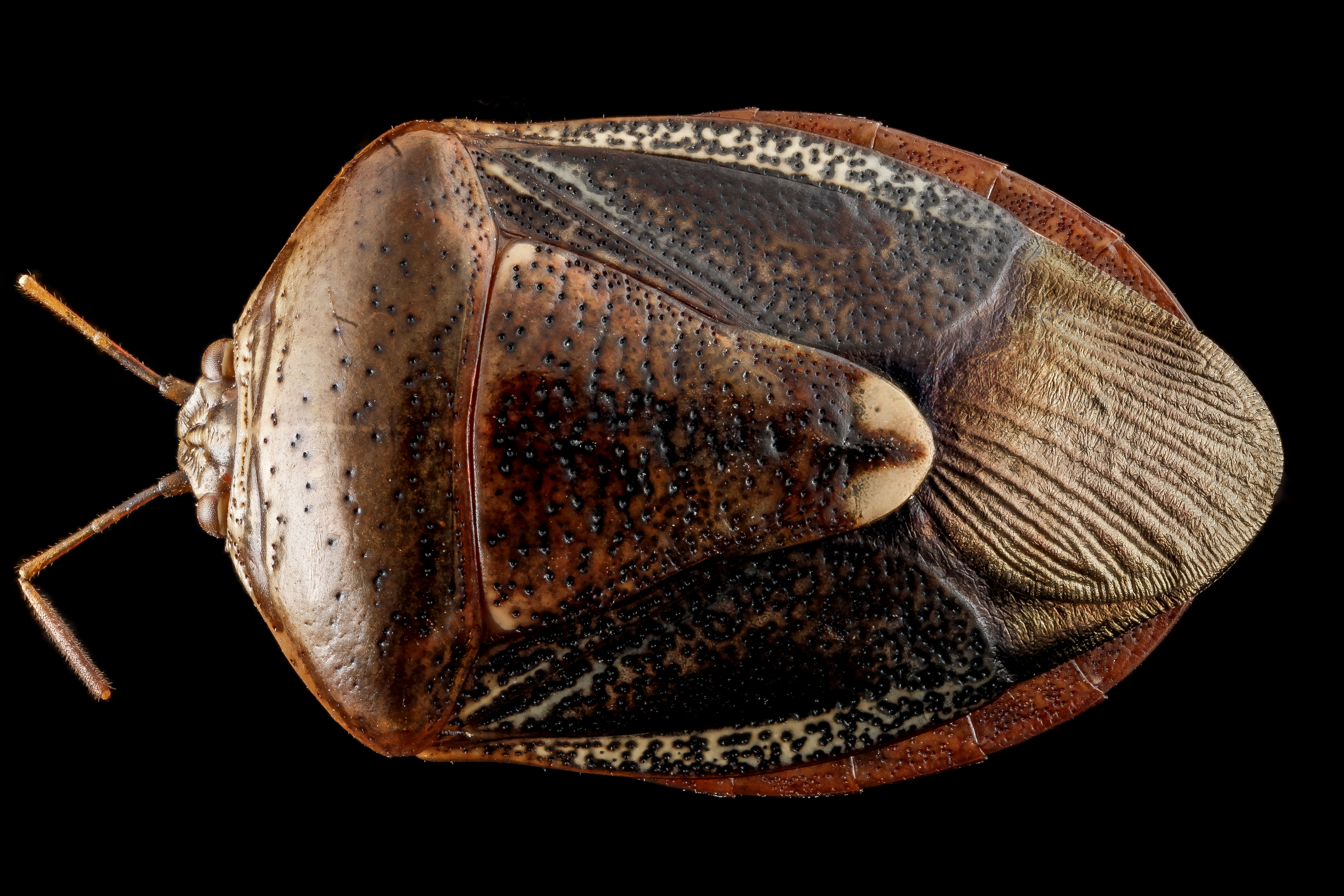
Edessa florida une punaise Pentatomidae en vue dorsale, montrant au centre son scutellum subtriangulaire à l'apex clair, avec deux points clairs aux angles antérolatéraux.
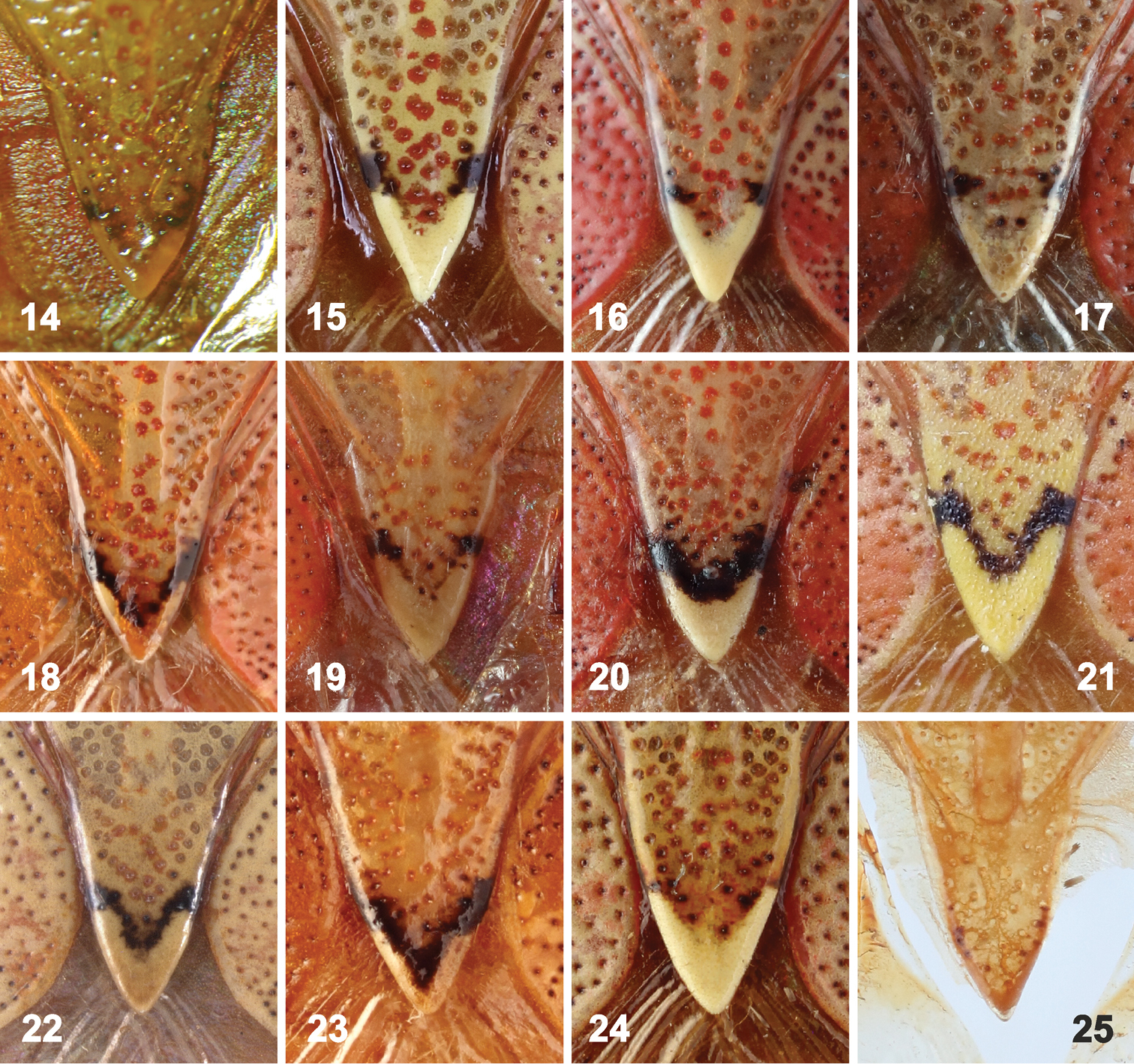
Planche comparative de l'apex du scutellum pour une étude sur un genre de punaises, Rhyncholepta (Pentatomidae)[1], montrant le dessin en V noir antéapical plus ou moins marqué, parfois réduit à deux simples points sur les bords.
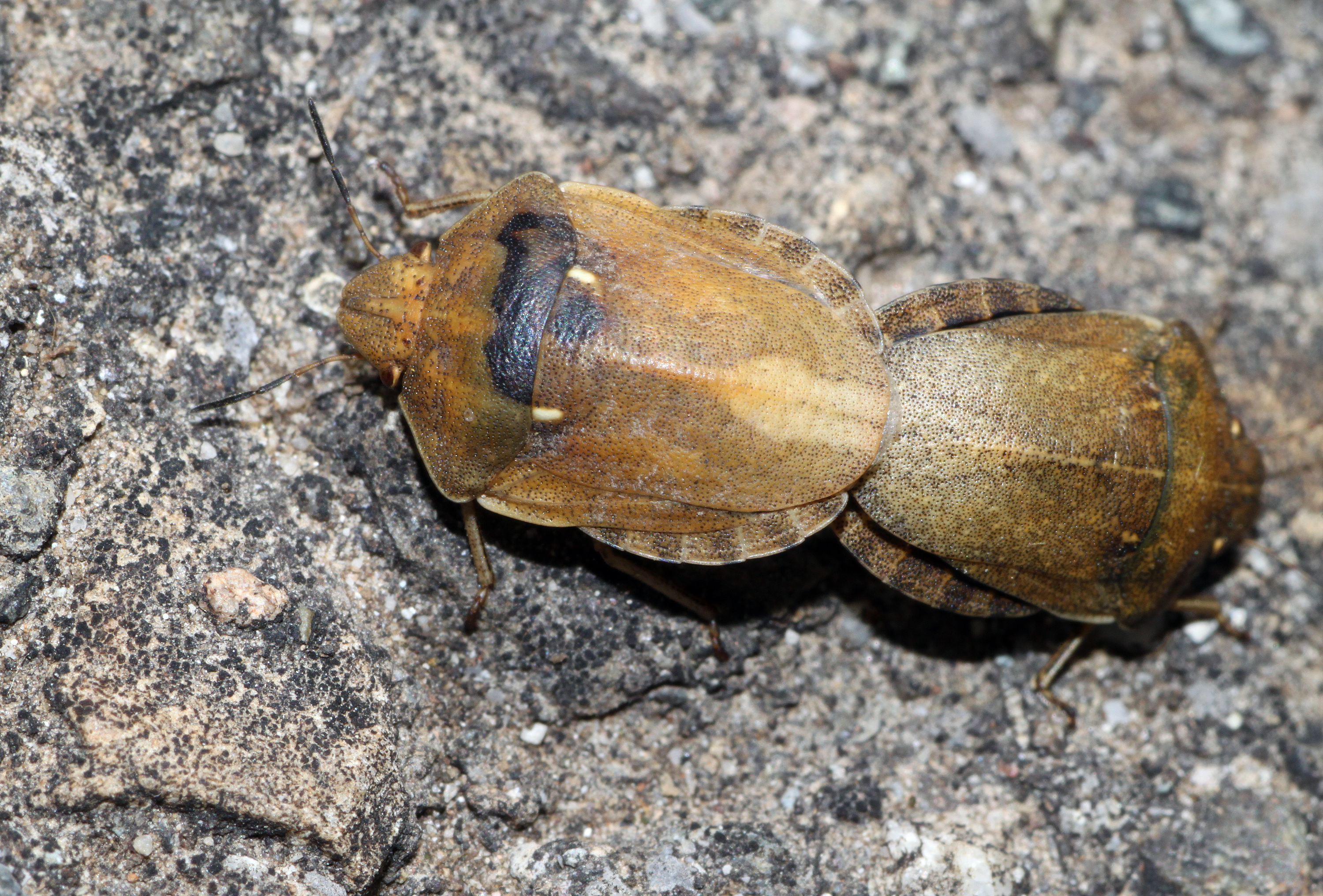
Chez certaines familles (Scutelleridae par exemple, ici Eurygaster testudinaria), le scutellum est très étendu, et recouvre presque toutes les hémélytres et l'abdomen, ne laissant voir que l'exocorie et le connexivum.